# Otto Seelmann
August Otto Seelmann (* 13. Juli 1828 in Dessau; † 15. Februar 1909) war ein deutscher Landschaftsmaler.

## Leben
August Otto Seelmann begann seine künstlerische Laufbahn als Schüler des Hofmalers August Becker in Dresden. Nachfolgend wurde er Schüler des Portrait- und Tiermalers Franz Krüger und besuchte von 1849 bis 1852 die Preußische Akademie der Künste in Berlin. Nach weiterem Studium in Paris ließ er 1855 sich in seiner Heimatstadt Dessau nieder. Dort wirkte er als Landschaftsmaler und wurde aufgrund seiner Verdienst schließlich zum herzoglich-anhaltischen Hofmaler ernannt. Er wirkte zudem als Zeichenlehrer an den Gymnasien in Zerbst und Dessau. 1891 war er im Dessauer Lokal-Komitee zur Errichtung eines Wilhelm-Müller-Denkmals. 1892 wurde er mit dem Verdienstorden für Wissenschaft und Kunst des Herzogtum Anhalt ausgezeichnet. Im Jahr 1898 trat er mit der Verleihung des Professortitels in den Ruhestand. Im Ruhestand betätigte er sich an Restaurationsarbeiten in den herzoglich-anhaltischen Galerien in Dessau und Wörlitz.

## Werke (Auswahl)
- Pferd beim Luisium
- Storcheneiche bei Dessau
- Alter Turm und steinerne Brücke in Zerbst
- Waldersee bei Dessau (1860)
- Kniebildnis des Herzogs Leopold. IV Friedrich von Anhalt-Dessau (1863, Digitalisat)